# خرشنة سوندرزية
خرشنة ساندرز الصغيرة أو الخرشنة السوندرزية (الاسم العلمي: Sterna saundersi) (بالإنجليزية: Saunders's Tern)‏ هو نوع من الطيور يتبع جنس الخرشنة من الفصيلة النورسية ، وتستوطن الخليج العربي، والبحر الأحمر، وبحر العرب، وشمال غرب المحيط الهندي، وشرق أفريقيا، وشمال غرب الساحل الهندي. لجبهتها لون أبيض يصل إلى ماقبل العينين، حيث أن خطاً أسود يمتد من الفك العلوي مروراً بالعينين حتى يصل للرأس والمنطقة الخلفية من الرأس. ولظهرها لون رمادي فاتح، وللأرجل والأقدام لون أصفر زيتوني غامق، ومنقار لونه أصفر نهايته سوداء. ويمكن للطائر أن يتغذى على الأسماك الصغيرة، والأسماك، والقشريات، والرخويات، وأيضاً الحشرات. ويبدأ موسم تكاثرها في فصل الربيع ويمتد بعض الأوقات لبداية الصيف، وعادةً تضع بيضتين. 